# Conferencias monetarias internacionales
Las conferencias monetarias internacionales fueron una serie de encuentros entre representantes de varios estados celebradas en la segunda mitad del siglo XIX. Se llevaron a cabo para conseguir acuerdos sobre asuntos relacionados con las relaciones internacionales entre los diferentes sistemas monetarios del mundo.

## Antecedentes
Las conferencias fueron la manifestación de una tendencia decidida a conseguir reformas mediante acciones internacionales concertadas. El estado desorganizado de las monedas europeas, que se volvió más grave como consecuencia de la gran expansión del comercio y la industria, se fue haciendo cada vez más evidente a través de los grandes descubrimientos de minas de oro y su efecto sobre el precio relativo de los dos metales preciosos del oro y la plata. Tanto por su situación como por su sistema monetario, Francia fue el estado que comenzó a proponer la creación de una unión monetaria, En la que las ideas y las influencias francesas serían predominantes. Un paso preliminar fue la formación de la Unión Monetaria Latina, donde se unificaron las monedas de Francia, Italia, Bélgica y Suiza en el año 1865, en cuanto se refiere a las monedas de oro y de plata.Implantándose el acuerdo el 1 de agosto de 1866.

## Primera conferencia
La primera conferencia monetaria internacional tuvo lugar en París en 1867. La Exposición Universal de aquel año en la capital francesa proporcionó la ocasión de convocar la conferencia, a la que enviaron representantes los principales estados del mundo. El espíritu orientador de este encuentro fue el estadista francés Félix Esquirou de París, que había dado origen a la Unión Monetaria Latina. Mediante su asesoramiento se aprobó un esquema que recomendaba la adopción de un patrón oro único, la cuenta decimal de las monedas y la coordinación de las diferentes monedas nacionales con el sistema monetario francés.
En la conferencia se habló de las dificultades sobre la manera de poner en práctica estos principios y se dio libertad total a los diversos estados participantes para llevar a cabo las propuestas de la forma que mejor les pareciera. El resultado demostró que los obstáculos eran insuperables: por ejemplo, el Gobierno británico no pudo obtener el consentimiento de la respectiva Comisión Real para que el soberano adoptara un cambio fijo respecto a la moneda de 25 francos. Por otra parte, el curso de los acontecimientos políticos no tardó en alterar completamente la posición relativa de los países líderes, incluso en sus relaciones monetarias. Así pues, cuando Alemania y los Estados Unidos reformaron sus monedas, lo hicieron sin tener en cuenta las consideraciones discutidas en la conferencia internacional.

## Segunda conferencia
La segunda conferencia se llevó a cabo en 1878, también en París. Una gran caída del precio relativo de la plata con respecto al oro, que se estaba produciendo desde el año 1873, había afectado las relaciones de los países que utilizaban este metal como parte de su sistema monetario y había alterado el nivel de precios. Los intereses de la administración británica de la India así como los de los productores de plata de Estados Unidos sufrieron fuertes turbulencias, mientras que la gestión de los sistemas que utilizaban los dos tipos de monedas (oro y plata) se convirtió en una tarea de dificultad creciente. El gobierno de los Estados Unidos invitó a los representantes de las potencias principales a reunirse en París con el objetivo de considerar la conveniencia de conservar el uso ilimitado de la plata para los sistemas monetarios y la adopción del bimetalismo internacional, con el objetivo de conseguir la aceptación de una relación acordada por todos.
Enviaron delegados once estados, y la única gran potencia que no estaba representada era Alemania. Después de una discusión que se prolongó en el tiempo y la presentación de una gran cantidad de documentación, los estados europeos aceptaron la propuesta de los Estados Unidos que había que mantener al mundo las funciones monetarias de la plata, pero no se llegó a ningún acuerdo sobre vincular los diferentes estados en particular a la hora de los métodos que había que utilizar. Además, declararon que era imposible consensuar una relación común. La conferencia, por lo tanto, se dio por terminada sin obtener ningún resultado práctico.

## Tercera conferencia
De nuevo en París se volvió a reunir una tercera conferencia el año 1881. Como consecuencia de la caída continua del valor de la plata, esta conferencia fue convocada por la acción conjunta de Francia y Estados Unidos. Inicialmente demostró una mayor influencia que la segunda conferencia, ya que Alemania envió representantes, al igual que España, Portugal, Dinamarca y la India británica. La característica principal de la conferencia fue la mayor fuerza del apoyo dado a la propuesta al bimetalismo de Francia y Estados Unidos, junto con la oposición de los delegados de los estados europeos más pequeños, y la negativa de Alemania a prometer cualquier tipo de cooperación. La consecuencia inevitable de esta situación fue el aplazamiento de la conferencia hasta obtener nuevas instrucciones por parte de los representantes internacionales, que, sin embargo, no llegaron a producirse.

## Cuarta conferencia
Después de varios intentos fallidos, la cuarta y última conferencia monetaria de este tipo se reunió en Bruselas en noviembre de 1892 por iniciativa de los Estados Unidos.  Asistió una gran representación de las diversas potencias mundiales, pero la conferencia se fue retrasando por la ausencia de propuestas definidas por parte del gobierno de Estados Unidos. Finalmente, cuando se presentaron las propuestas, se pudo comprobar que eran una reafirmación de la política bimetálica, y no se produjo ningún avance. La conferencia, por lo tanto, procedió a considerar los planes de Moritz Levy, el barón de Rothschild y Adolf Soetbeer para extender el uso de la plata. Estas propuestas alternativas no lograron ningún apoyo eficaz. La petición a Inglaterra y Alemania para que hicieran algunas concesiones también fracasó. Así pues, al igual que había ocurrido con sus precursoras de París, la conferencia de Bruselas se aplazó, pero no se emprendieron nunca más las sesiones.
Después de 1892, los problemas monetarios pasaron a una nueva etapa en la que se actuó más a nivel nacional que no internacional. El método de proceder a través de conferencias internacionales se abandonó durante un tiempo.